# Simon Kiern
Simon Kiern (ur. 1913, zm. 28 maja 1946 w Landsberg am Lech) – zbrodniarz hitlerowski, SS-Oberscharführer i członek załogi obozu koncentracyjnego Dachau.
Służył w niemieckiej armii od 1 października 1932 do 1 marca 1936 roku (osiągnął stopień kaprala). 30 stycznia 1937 roku wstąpił do Waffen-SS. 1 lutego 1937 roku Kiern rozpoczął służbę w Dachau i przebywał tam do 1939. Następnie przeniesiono go do Protektoratu Czech i Moraw, gdzie pozostał do 1941 roku. W tym samym roku powrócił do Dachau, gdzie pełnił służbę jako cenzor poczty obozowej i blokowy (Blockführer). Brał aktywny udział w licznych egzekucjach jeńców radzieckich. Pod koniec wojny Kiern walczył jeszcze w szeregach Wehrmachtu.
Simon Kiern został skazany w procesie załogi Dachau na karę śmierci i powieszony w więzieniu Landsberg pod koniec maja 1946 roku.